# Kuvandyk
Kuvandyk (in russo Кувандык?) è una città della Russia situata nell'Oblast' di Orenburg nei pressi del fiume Sakmara, 194 km ad est di Orenburg. Conta una popolazione di circa 29.000 persone (censimento del 2002) ed è il capoluogo del rajon Kuvandyk.
È stata fondata alla fine del XIX secolo per far fronte alle esigenze abitative degli emigranti ed è stata riconosciuta come città nel 1953.